# 佐藤春吉
佐藤 春吉（さとう はるきち、1950年 - ）は、日本の社会学者。立命館大学名誉教授。専攻は社会学、社会哲学。
新潟県新発田市生まれ。1977年一橋大学大学院社会学研究科修士課程修了。学位論文は「初期マルクスにおける分業論と社会把握の諸問題」、指導教官は岩崎允胤。1984年一橋大学大学院社会学研究科博士課程単位取得退学。1992年より立命館大学に勤務。立命館大学産業社会学部助教授を経て、同教授。立命館教職員組合連合委員長。2015年立命館大学名誉教授。

## 人物
マルクスの社会科学方法論に関する論文「啓蒙主義批判とマルクス」（岩崎允胤編『実践的唯物論の方法と視角 上 科学の方法と社会認識』汐文社、1979年）が研究の原点。同論文で「マルクスの社会科学論を支える思想の根底に近代の主観主義哲学の存立構造への体系的な批判の枠組みが組み込まれていることについて」論じた。1981年8月の『唯物論』第55号は「実践的唯物論論争」の特集を組み、佐藤は実践的唯物論を主張した。その後、マックス・ウェーバー、ニコライ・ハルトマン、カール・ポパーの研究から、「多元主義的存在論」に基づく批判的社会理論の構築を課題にしている。批判的実在論は「自身が考えた」という多元主義的存在論に酷似していると訴えるが、多元主義的存在論がどのようなものであり、いかに可能になるのかは明らかにしていない。

## 著書

### 編著
- 『大学評価と大学創造――大学自治論の再構築に向けて』（細井克彦、林昭、千賀康利共編、東信堂、1999年）
- 『新しい公共性――そのフロンティア』（山口定、中島茂樹、小関素明共編、有斐閣［立命館大学人文科学研究所研究叢書］、2003年）

### 訳書
- ミハイロ・マルコヴィチ『コンテンポラリィ・マルクス』（市川達人、岩淵慶一、森尾直康共訳、亜紀書房、1995年）
- マーガレット・S・アーチャー『実在論的社会理論――形態生成論アプローチ』（青木書店、2007年）
- バース・ダナーマーク、マッツ・エクストローム、リセロッテ・ヤコブセン、ジャン・Ch・カールソン『社会を説明する――批判的実在論による社会科学論』（監訳、ナカニシヤ出版、2015年）
- アンドリュー・セイヤー『社会科学の方法――実在論的アプローチ』（監訳、ナカニシヤ出版、2019年）

### 分担執筆
- 岩崎允胤編『実践的唯物論の方法と視角 上 科学の方法と社会認識』（汐文社、1979年）
- 新時代工房制作『喫茶店のソクラテス』（汐文社、1985年）
- 唯物論研究協会編『社会主義を哲学する――崩壊から見えてきたもの』（大月書店、1992年）
- 尾関周二編『ラディカルに哲学する3 思想としてのコミュニケーション』（大月書店、1995年）
- 後藤道夫編『ラディカルに哲学する5 新たな社会への基礎イメージ』（大月書店、1995年）
- マルクス・カテゴリー事典編集委員会編『マルクス・カテゴリー事典』（青木書店、1998年）
- マーティン・ジェイ編、永井務監訳『アメリカ批判理論の現在――ベンヤミン、アドルノ、フロムを超えて』（こうち書房、発売:桐書房、2000年）
- 飯田哲也編『「基礎社会学」講義』（学文社、2002年）
- 佐藤嘉一編著『＜方法＞としての人間と文化』（ミネルヴァ書房、2004年）
- 唯物論研究協会編『唯物論研究年誌 第9号 親密圏のゆくえ』（唯物論研究協会、発売:青木書店、2004年）
- 唯物論研究協会編『唯物論研究年誌 第17号 ＜いのち＞の危機と対峙する』（大月書店、2012年）
- 尾関周二、後藤道夫、古茂田宏、佐藤和夫、中村行秀、吉田傑俊、渡辺憲正編『哲学中辞典』（知泉書館、2016年）
- 唯物論研究協会編『唯物論研究年誌 第5号 新たな公共性を求めて』（大月書店、2019年）